# Claude B. Levenson
Claude B. Levenson (n. 2 august 1938, Paris, Île-de-France, Franța – d. 13 decembrie 2010, Lausanne, cantonul Vaud, Elveția) a fost o scriitoare, traducătoare, jurnalistă și sinologă franceză. 
După liceu, a studiat la Universitatea Lomonosov din Moscova.